# Dorothea Bate
Dorothea Minola Alice Bate GSL (Carmarthen, 8 de novembro de 1878 – Westcliff-on-Sea, 13 de janeiro de 1951), também conhecida como Dorothy Bate, foi uma paleontologista britânica, pioneira da arqueozoologia.

## Publicações
- A short account of a bone cave in the Carboniferous limestone of the Wye valley, Geological Magazine, 4th decade, 8 (1901), pp. 101–6
- Preliminary Note on the Discovery of a Pigmy Elephant in the Pleistocene of Cyprus (1902-1903)
- Further Note on the Remains of Elephas cypriotes from a Cave-Deposit in Cyprus (1905)
- On Elephant Remains from Crete, with Description of Elephas creticus (1907)
- Excavation of a Mousterian rock-shelter at Devil's Tower, Gibraltar (with Dorothy Garrod, L. H. D. Buxton, e G. M. Smith, 1928)
- A Note on the Fauna of the Athlit Caves (1932)
- The Stone Age of Mount Carmel, volume 1, parte 2: Palaeontology, the Fossil Fauna of the Wady el-Mughara Caves (com o Professor Dorothy Garrod, 1937)

## Leituras adicionais
- Shindler, Karolyn (2005). Discovering Dorothea: the Life of the Pioneering Fossil-Hunter Dorothea Bate. Londres, Harper Collins, 390pp.
- Miss D. M. A. Bate (Obituário) na Nature, Londres, 167, pp. 301-302.
- Miss Dorothea Bate, obituário na The Times, 23 de janeiro de 1951